# Jean Odoutan
Jean Odoutan (Cotonú; 1965) es un comediante, director de cine, compositor, actor, guionista y productor de cine beninés. También es el creador del Festival Internacional de Cine Quintessence de Ouidah.

## Biografía
Odoutan nació en 1965 en Cotonú, Benín y se mudó a París, Francia cuando era adolescente, a la edad de quince años en 1980. Poco después, comenzó a trabajar en la industria cinematográfica.

## Carrera
Odoutan ha participado en muchas películas, ya sea como actor, director o productor. Muchos de sus proyectos han sido elogiados por la crítica y él ha sido invitado de honor en festivales de cine, como el Reunion Film Festival 200.
Su primer largometraje, Barbecue Pejo, fue seleccionado en festivales africanos, europeos y americanos, y  Laurentine Milebo ganó el Premio a la Mejor Actriz en Khourigba (Marruecos).
En 2003, creó Quintessence, el festival internacional de cine de Ouidah, realizado anualmente en enero con una selección de películas de todos los continentes.

## Filmografía
- Kalamazo - la passion du foot (1992)[7]
- Palabres d ' immeasurable antelopes and Katangese zebus at the foot of the HLM (1993)
- Méli-Mélo at the squatt-place (1993)
- Tanti Cotonou - Mama Benz (1993)
- Le Nègre distinguished (1994)
- Antidote (1995)
- Black Filmmaker / Le Realisateur Negre (1997)[8]
- Barbeque-Pejo (1999 como director)[9]
- Dijb (2000 como director y guionista)[7]
- Mama Aloko (2002)[10]
- The King of Big Behind (2002)
- The Door of No Return (2002)
- La Valse des gros derrières (2004 como director y guionista)[11]
- Pim-Pim Tché / Toast de vie (2010)[12][13]